# Charles Chilton
Charles Chilton (27 september 1860 - 25 oktober 1929) was een zoöloog uit Nieuw-Zeeland, de eerste rector magnificus die werd benoemd in Australazië, en de eerste persoon die een D.Sc. diploma behaalde in Nieuw-Zeeland.

## Biografie
Chilton werd geboren op 27 september 1860 in Little Marstone, Pencombe (nabij Leominster, Herefordshire, Engeland) maar emigreerde in 1862 met zijn gezin naar Nieuw-Zeeland. Ze vestigden zich op een boerderij in het oosten van Eyreton, Canterbury. Hij had al op jonge leeftijd last van zijn heupen en zijn linkerbeen werd geamputeerd, waarna hij een kunstbeen gebruikte en daarna een kruk.
Hij ging naar Canterbury College in 1875 als een niet-officieel ingeschreven student, en werd drie jaar later toegelaten. In 1881 was hij cum laude afgestudeerd en behaalde hij een Master of Arts. Hij was onderwezen door Frederick Wollaston Hutton, die hem inspireerde om biologie te studeren, met name de studie van schaaldieren, die tot dan toe weinig werden bestudeerd in Nieuw-Zeeland. Chilton's eerste wetenschappelijke publicatie volgde datzelfde jaar, toen hij drie nieuwe soorten schaaldieren beschreef (twee krabben en een isopoda) uit Lyttelton Harbor en Lake Pupuke. Later dat jaar verraste hij de wetenschappelijke wereld door vier soorten vlokreeften en isopoden te beschrijven uit grondwater op de familieboerderij in Eyreton. Hij ontdekte de isopoda-soort Phreatoicus typicus op dezelfde locatie, het eerste voorbeeld ooit beschreven van de onderorde Phreatoicidea.
Chilton behaalde de eerste BSc aan de Universiteit van Nieuw-Zeeland in 1887 en trouwde in 1888. In 1893 behaalde hij de eerste D.Sc. uitgereikt in Nieuw-Zeeland, maar in 1895 verhuisde het gezin naar Edinburgh, waar Chilton geneeskunde studeerde in een poging zijn carrière te verbeteren. Hij specialiseerde zich in oogheelkundige chirurgie en werkte bij de Royal Infirmary of Edinburgh, voordat hij in 1900 naar Heidelberg, Wenen en Londen ging om te studeren. In 1901 keerde hij terug naar Nieuw-Zeeland en in 1903 werd hij voorzitter van de afdeling biologie aan de Universiteit van Canterbury. Van 1904 tot 1911 woonde de familie Chilton in Llanmaes, een huis gebouwd door Francis Petre in het centrum van Christchurch. 
In 1907 werd Chilton gekozen om lid te worden van de wetenschappelijke expeditie van de sub-Antarctische eilanden van 1907. Het belangrijkste doel van de expeditie was om het magnetische onderzoek van Nieuw-Zeeland uit te breiden door de Aucklandeilanden en de Campbell-eilanden te onderzoeken, maar er werden ook botanische, biologische en zoölogische onderzoeken uitgevoerd. De reis resulteerde ook in het redden van de schipbreukelingen van de Dundonald op de Aucklandeilanden. Chilton was de redacteur van de daaropvolgende wetenschappelijke rapporten van de expeditie.

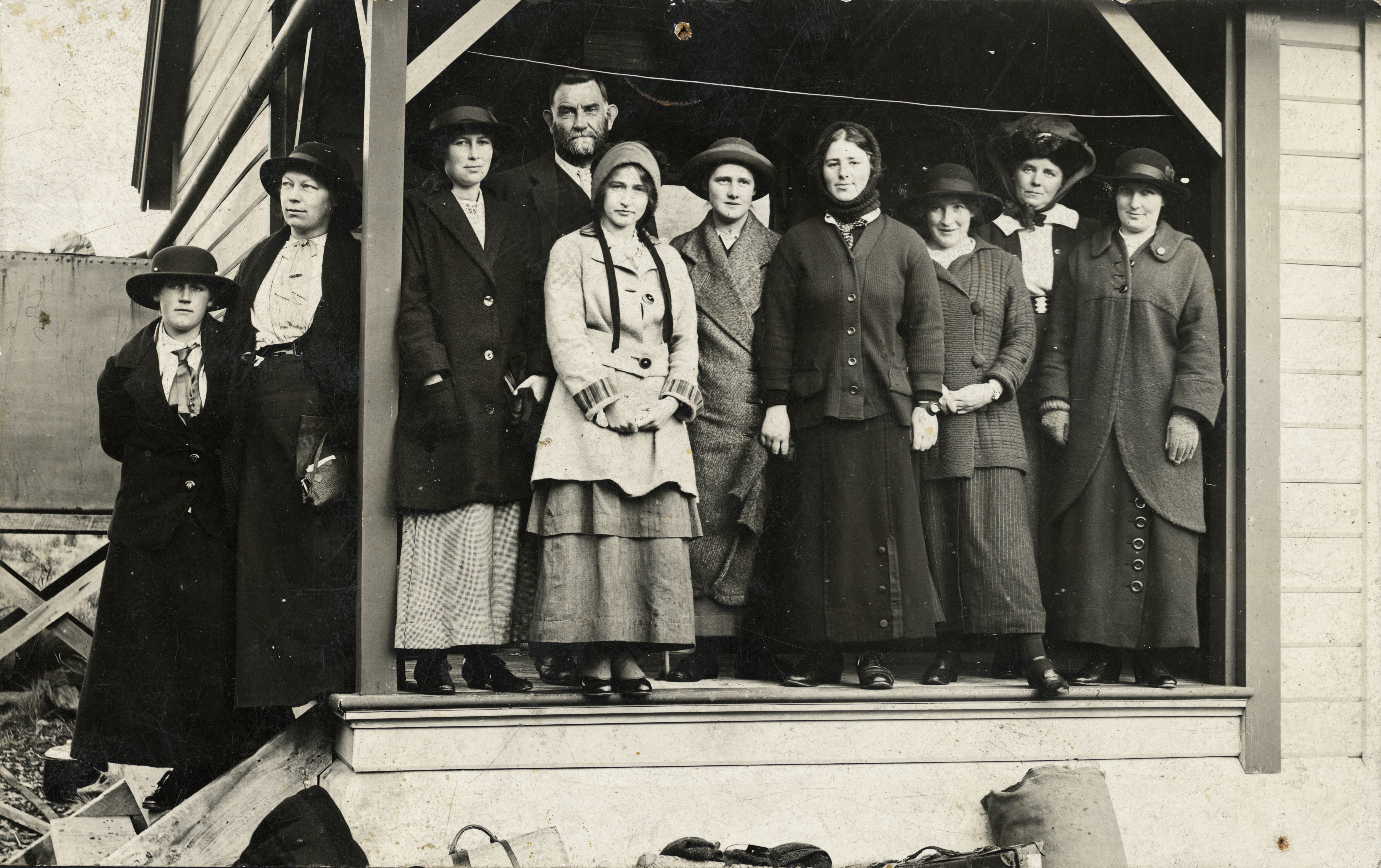
Charles Chilton en studenten op Cass Field Station, 1920

Chilton speelde een belangrijke rol bij de oprichting van het Cass Field Station (voorheen Canterbury College Mountain Biological Station), waarvan het gebouw in 1914 werd voltooid.
In 1915 werd Frank Chilton, het enige kind van het echtpaar, een tweedejaars student geneeskunde en luitenant in de Argyll en Sutherland Highlanders, gedood in de Gallipoliveldtocht.
Charles Chilton werd in 1921 rector magnificus van het Canterbury University College, de eerste keer dat een dergelijke functie in Australië of Nieuw-Zeeland werd toegekend. Hij was lid van de Raad van Bestuur van het Canterbury College van Agricultuur in Lincoln (nu Universiteit van Lincoln) en voorzitter van de Raad in 1927.
Chilton stierf op 25 oktober 1929 door een plotselinge longontsteking, voordat hij zijn levenswerk in één monografie kon verzamelen. Hij had 130 artikelen gepubliceerd over schaaldieren, voornamelijk vlokreeften, isopoden en tienpotigen van over de hele wereld, maar vooral uit Nieuw-Zeeland. 
- Author citation (botany): Chilton
- Gemeinsame Normdatei: 117685259
- International Standard Name Identifier: 0000 0000 8194 3721
- Library of Congress Control Number: n87145020
- Nationale bibliotheek van Australië: 35254566
- Nederlandse Thesaurus van Auteursnamen: 129206237
- SNAC: w6jx2wb3
- Système universitaire de documentation: 121029875
- Museum of New Zealand Te Papa Tongarewa: 12165
- Virtual International Authority File: 3254778
- WorldCat: E39PBJqK6Km3dMjWj3P7vwFBT3